# Mont Frakes
Le mont Frakes est un volcan bouclier, point culminant des monts Crary, dans la terre Marie Byrd, en Antarctique. Avec 3 654 m c'est le troisième plus haut volcan du continent derrière les monts Sidley et Erebus.
La montagne a été cartographiée par l'Institut d'études géologiques des États-Unis (USGS) à partir d'études et de photographies aériennes de l'US Navy prises entre 1959 et 1966.
Le volcan a été nommé par l'US-ACAN en l'honneur de Lawrence A. Frakes (en), géologue du United States Antarctic Program (USARP) qui a travaillé trois saisons estivales dans les îles Malouines et en Antarctique entre 1964 et 1968.

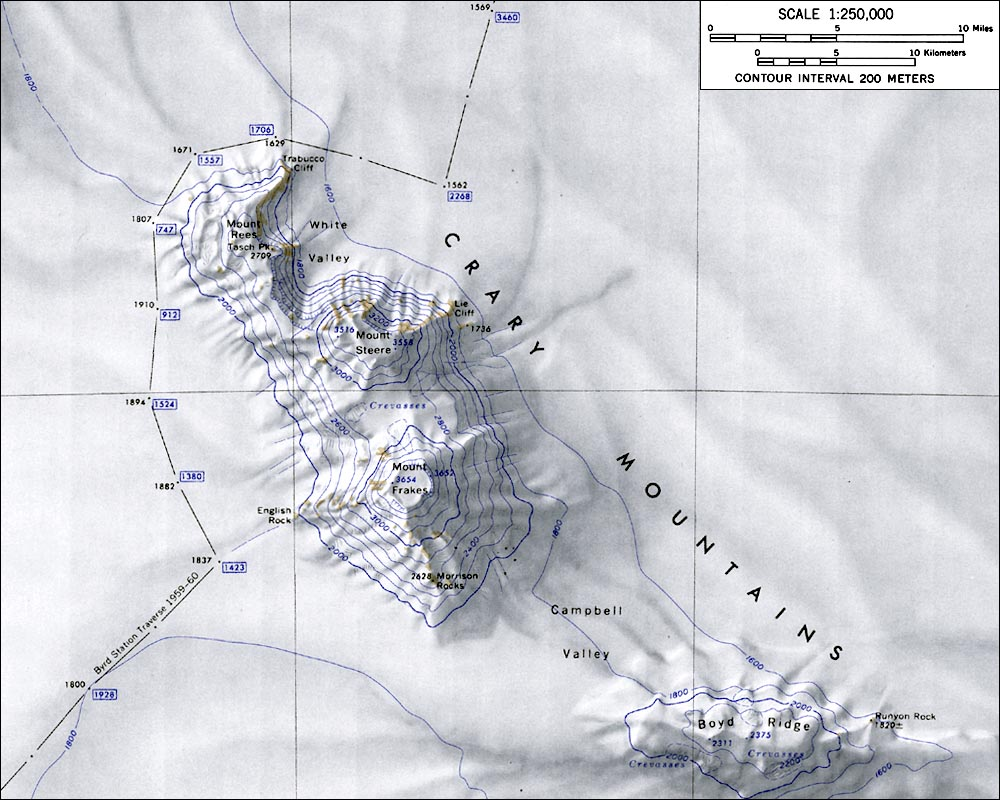
Carte topographique des monts Frakes et Steere (échelle 1:250000) de l'USGS dans les monts Crary.